# Ectropis anisoides
Ectropis anisoides là một loài bướm đêm trong họ Geometridae.